# Katoliška dežela Lacij
Katoliška dežela Lacij je skupno ime za škofije in nadškofije v istoimenski italijanski deželi Lacij (Regione Lazio) in državi Vatikan. Obsega sledečih 21 škofij: Viterbo, Civita Castellana, Sabina-Poggio Mirteto, Rieti, Tivoli, Subiaco, Palestrina, Anagni, Sora, Monte Cassino, Gaeta, Frosinone, Latina, Velletri, Frascati, Santa Maria di Grottaferrata, Albano, Rim, Ostia, Porto-Santa Rufina, Civitavecchia Tarkvinija.
Po podatkih zbornika Istituto Centrale per il sostentamento del clero 2006 živi na površini 18.252 km² skupno 5.692.038 vernikov v 1.476 župnijah.
Zgodovinsko je to prva katoliška dežela, saj leži okoli Rima, kjer je sam sveti Peter dolgo živel in umrl kot mučenec. Skoraj gotovo je bila cerkvena hierarhija področja dokončno urejena še med preganjanjem prvih kristjanov, to je že v drugem stoletju. Pozneje so s samostani benediktincev (Monte Cassino) zaživela gibanja meništva, ki so v srednjem veku močno vplivala na pokristjanjenje Evrope. V Italiji sami je meništvo zahtevalo gradnjo mnogih samostanov, največ prav v Laciju. Med važnejšimi svetniki te dežele je treba omeniti predvsem Tomaža Akvinskega.